# Mutualismo (movimiento)
El mutualismo, movimiento mutualista o movimiento de mutualidades es aquel movimiento social que está encaminado a la creación y fomento de las mutualidades. El movimiento anima y asesora a quienes accedan a brindarse prestaciones mutuas frente a riesgos eventuales o para elevar su bienestar material y espiritual, mediante un pago o contribución periódica. El mutualismo, institucionalizado a través de las mutualidades, ha sido reconocido universalmente como generador o embrión de la previsión clásica y de los modernos sistemas de seguridad social, y en la actualidad coexiste con estos. Aunque la caída en la popularidad del mutualismo en muchos ambientes sociales coincidió con el inicio del sistema de seguridad social pública, en las primeras décadas del siglo XX.
Originado como una adaptación del sistema gremial (ver: guildas, montepíos) en el siglo XVIII y difundido ampliamente durante el siglo XIX, en la actualidad existen alrededor del mundo múltiples asociaciones mutualistas integradas a la sociedad moderna. En el presente el mutualismo está ligado a empresas financieras, a aseguradoras, cooperativas, entidades de fomento de la economía solidaria, gremios y movimientos religiosos. El movimiento mutualista tiene como seña característica la neutralidad institucional: política, religiosa, racial y gremial. El movimiento de mutuales y el movimiento de cooperativas tienen varios puntos en común, alrededor de la idea de ayuda mutua profesional.